# Dolní Věstonice (sito archeologico)
Dolní Věstonice è un importante sito archeologico nei pressi del villaggio moravo di Dolní Věstonice in Repubblica Ceca.

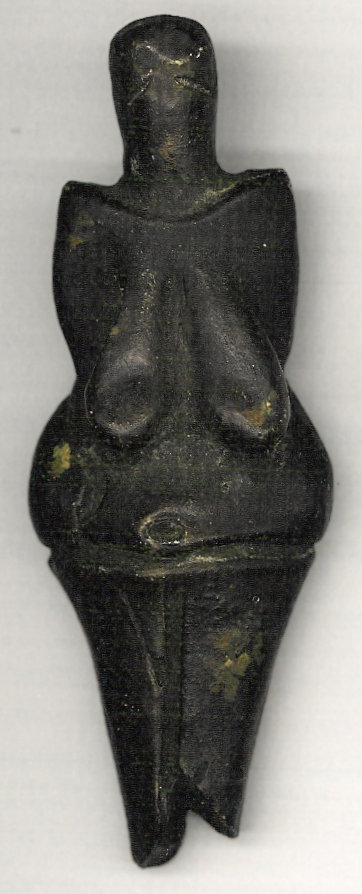
Venere di Dolní Věstonice

## Descrizione
Il sito,  ai piedi del Monte Děvín, frequentato nel paleolitico superiore risale a circa 26.000 dal presente (BP - Before Present in inglese), come confermato dalla datazione al radiocarbonio. Il sito deve la sua importanza ai numerosi manufatti litici, molti di natura artistica, risalenti al periodo gravettiano, come la nota Venere di Dolní Věstonice, una statuetta di una "venere paleolitica" in ceramica, ritraente una donna nuda, datata tra i 29.000 e 25.000 anni fa.
Tra i manufatti ritrovati, molti raffigurano animali modellati nell'argilla, come leoni, rinoceronti e mammut. Si è ipotizzato che queste statuette avessero un significato cerimoniale per gli antichi occupanti del sito. Oltre a questi manufatti, sono state rinvenute anche due statuette raffiguranti donne. Una delle statuette, nota come la Venere Nera, è stata rinvenuta su una collina tra ossa di mammut carbonizzate; l'altra raffigurava una donna con il volto deforme. Le speculazioni sulla relazione tra la seconda statuetta di Venere e una donna sepolta nel sito, che presentava una deformazione sullo stesso lato del volto, potrebbero suggerire una connessione tra le due.
Lo scheletro di questa donna è stato rinvenuto sepolto sotto la scapola di un mammut, con una pelliccia di volpe e ocra rossa. Tale sepoltura è attribuita all'importanza relativa di questo individuo per le popolazioni che occupavano il sito. Le incisioni delle reti sui pavimenti in argilla delle capanne rinvenute nel sito si sono conservate nella documentazione archeologica quando le strutture sono state distrutte da un incendio, indurendo l'argilla. Queste incisioni suggeriscono che queste popolazioni utilizzassero le reti per catturare piccole prede, oltre a cacciare i mammut con le lance. Infine, è stato dimostrato che le conchiglie rinvenute nel sito provengono dal Mediterraneo, il che suggerisce che queste popolazioni viaggiassero per raccoglierle o intrattenessero rapporti commerciali con altri popolazioni.
Nel sito si sono trovate "una fabbrica di ceramiche di 26.000 anni fa, comprendenti due fornaci per cottura ad alta temperatura. Le ceramiche di Dolní Věstonice venivano modellate con la tecnica detta oggi "a masserelle", unendo insieme piccoli blocchetti d'argilla poi saldati dalla cottura. In sintesi, possiamo affermare che nel sito di Dolní Věstonice gli archeologi hanno trovato la prima prova della "cottura" dell'argilla come forma d'arte.
Uno studio statistico-genetico del 2023, ipotizza che è possibile individuare due principali cluster genetici (insiemi statisticamente rilevanti individuati sulla base di caratteristiche genetiche) riferibili al gravettiano; il cluster di Fournol in Francia e il cluster di Věstonice; sarebbero questi i due tipi di moderni uomini europei del Gravettiano. Mentre del tipo di Věstonice non si trovano tracce genetiche successive, suggerendo che si sia estinto, del tipo di Fournol sarebbero rimaste tracce genetiche nelle genti che popolarono il rifugio glaciale tra la Spagna e la Francia.

## Cluster genico
Sulla base del cluster genico, un gruppo di geni attraverso i quali è possibile risalire ad un antenato comune, composto da 14 individui risalenti a 34 000 - 26 000 dal presente (BP - Before Present in inglese), qui ritorvati e archeologicamente associati alla cultura gravettiana, è stato definito il Cluster di Věstonice . 
Il maggior contributo genetico associato a questo cluster, è quello del fossile di Kostënki-14, ritrovato nell'area archeologica di Kostënki–Borščëvo in Russia, attribuito ad un giovane uomo vissuto circa 40 000 anni BP, che quindi sarebbe un antenato di questo gruppo di individui. Altri contributi genetici provengono dai fossili umani ritrovati a Sungir' in Russia, appartenuti ad individui vissuti 34 000 anni BP.
Di questo cluster non è stata trovata alcuna discendenza successiva all'ultimo massimo glaciale, suggerendo che questa linea genetica si sia estinta.